# Emerald (cràter)
Emerald és un cràter sobre la superfície de (2867) Šteins, situat amb el sistema de coordenades planetocèntriques -3.9 ° de latitud nord i 139.3 ° de longitud est. Fa un diàmetre de 0.52 km. El nom va ser fet oficial per la UAI el nou de maig de 2012 i fa referència a la maragda, una varietat de beril caracteritzada per un color verd intens.